# Campo do Meio
Campo do Meio é um município brasileiro do estado de Minas Gerais.

## História
A região do sul de Minas teve parte de seu território desbravado pelas incursões das “bandeiras” paulistas ou por ocupação determinadas por ordens governamentais ou motivos religiosos.
Quanto a Campo do Meio,  tanto Bernardo Saturnino da Veiga  como o historiador campanhense, Monsenhor Lefort, informam que a localidade surgiu na metade do século XIX, crescendo em torno de uma fazenda pertencente a Antônio Rodrigues de Figueiredo, filho de João Rodrigues de Figueiredo e de Felícia Cândida de Figueiredo, membros da família Figueiredo, que desde o século XVIII morava naquela região, principalmente em Boa Esperança, donde foi fundador o Capitão-Mor José Álvares de Figueiredo. Monsenhor Lefort informa que "nessa fazenda desabou, um dia, impiedoso furacão que fez verdadeira miséria, segundo podemos verificar numa publicação do século passado (século XIX). Era o dia 19 de maio de 1877, quando os ventos desencadeados e impelidos por um estranho furor se arremessaram, ocupando uma área de quatrocentos a quinhentos metros sobre a habitação do Capitão José Epifânio de Figueiredo, filho do estimado Antônio Rodrigues (de Figueiredo), e aí desenvolveram a obra de destruição de maneira horrível. Em meio a um horrendo turbilhão de nuvens, que se acumularam pavarosamente, o furacão arrastava tudo quanto encontrava, parecendo querer extinguir , delocando, arrebatando, confundindo e depedaçando tudo que achava adiante de si. Árvores, cercas, fortemente construídas, telhados embocados solidamente, tudo voou, como leves penas, não se livrando até mesmo as criaturas , que tiveram também que fazer ascensão forçada, arrebatadas pelo furacão …". Foi uma verdadeira calamidade, de prejuízos enormes. Pouco depois, ainda no século XIX, foi erguida, por devoção da família Figueiredo, uma capela dedicada a Nossa Senhora Aparecida, em torno da qual foram se plantando algumas casas, que deu origem à comunidade.
Em 1906, partes das terras daquela antiga fazenda, já então dividida, foram doadas para formar o patrimônio de um arraial, pelos Senhores Mário Álvares de Azevedo, Julio Machado, José Benedito da Rocha, Antônio Marques do Nascimento, Persiliano Marques e outros tidos como primeiros moradores do arraial. A 1 de setembro de 1925, foi dirigido um abaixo-assinado a Dom João de Almeida Ferrão, primeiro bispo da Campanha solicitando a criação de uma paróquia no lugar que, até então, era filial de Boa Esperança. Devido à falta de sacerdotes, aquele bispo não criou a paróquia, o que seria feito somente pelo decreto de 11 de maio de 1938, de Dom Frei Inocêncio Engelke OFM, que nomeou primeiro pároco o Padre Francisco de Assis Araújo. Com o crescimento da população, a capela se tornou pequena para o número de fieis. Então, em 1929, foi erigida a nova igreja, que veio a ser a matriz da Paróquia de Nossa Senhora Aparecida, às espensas dos paroquianos, especialmente, do Tenente-Coronel Manuel Alves de Azevedo, português que veio para o Brasil, em 1871 e, somente em 1896, transferiu-se para as terras do Campo do Meio.
A construção da nova igreja foi realizada sob a supervisão de Monsehor José Lourenço Leite, pároco de Boa Esperança, a quem pertencia a jurisdição eclesiástica do território. Com a construção da nova igreja, o orago da antiga capela passou a ser o mártir São Sebastião.
Políticamente, em 7 de setembro de 1923, Campo do Meio foi elevado a distrito do Município de Campos Gerais, donde foi desmembrado e elevado a Município em 27 de dezembro de 1948.
A parte mais baixa de Campo do Meio era banhada pelos ribeirões Sapé, Taboão e Aguas Verdes. Com a instalação da Hidrelétrica de Furnas as águas do Rio Grande aumentaram seu volume e seus afluentes espalharam-se nas baixadas, o que deu ao município um imenso lago, cinco vezes maior do que a lagoa da Pampulha, em Belo Horizonte. 
Campo do Meio tem como um dos seus principais atrativos turísticos o entorno do Lago de Furnas. No entanto, a cidade é beneficiada pela natureza, pois muitas são as cachoeiras e trilhas entre Matas e Cerrados que podem ser visitadas durante todo o ano. Pode-se destacar também, uma levação montanhosa conhecida popularmente na cidade como Serrinha cujo cume esta a cerca de 1000 metros de altitude, de seu cume é possível observar toda a cidade e grande parte de sua zona Rural.  O clima da cidade é ameno com todas as estações do ano bem definidas, favorecendo assim o turismo durante todo o ano. A cidade destaca-se ainda pelas grandes festas organizadas durante todo o ano. Dentre as festas realizadas no município, a da padroeira, Nossa Senhora Aparecida, é a de maior destaque e sendo realizada no mês de agosto. Neste mesmo mês também é realizada a Festa do Peão, esta festa é considerada uma das maiores festividades da cultura sertaneja da região, com presença garantida dos maiores nomes da música popular brasileira. O Carnaval de Campo do Meio também merece destaque, pois se realiza as margens do Lago de Furnas onde todos os cidadãos e turistas podem usufruir de uma estrutura festiva e turistica de reconhecido padrão de qualidade.
umas das melhores cidades do brasil.

### História do nome Campo do Meio
O topônimo teve sua origem no fato de haver vários campos com nomes diversos: Campos Gerais, Campo da Flores, Campo Redondo e Campo Alegre. O nome foi dado aquele em que se implantou a povoação devido à sua posição central em relação aos demais.

### Gentílico
Campo-meiense (Fonte: Dicionário Aurélio)

## Principais Pontos Turísticos

### Atrativos Naturais
A parte mais baixa de Campo do Meio era banhada pelos ribeirões Sapê, Taboão e Águas Verdes. Com a instalação da barragem de Furnas as águas do rio Grande aumentaram seu volume e seus afluentes espalharam-se nas baixadas, o que deu ao município um imenso lago, cinco vezes maior do que a lagoa da Pampulha, em Belo Horizonte.
Campo do Meio tem como atrativos turísticos o porto lacustre e o lago de Furnas. Dentre as festas realizadas no município, a da padroeira, Nossa Senhora Aparecida, festa do Padre Chico dentre outras.

## Geografia
- Localização: Sul de Minas
- Área: 273,8 Km2
- Altitude máxima - 1.083m acima do nível do mar, na Serra Santa Catarina (Serrinha do Amargoso)
- Altitude Média - 780m - Represa Furnas e ponto central da cidade
- Bairros rurais - 10
- Ruas - 110
- Praças - 8

## Distâncias
- São Paulo ............. 365 km
- Belo Horizonte ......... 315 km
- Rio de Janeiro ........ 540 km
- Brasília ............... 1.035 km

## Relevo
Topografia %
- Plano: 70
- Ondulado: 20
- Montanhoso: 10

### Solo
Predominante é o tipo “Lê-Latossolo Vermelho Escuro” com textura argilosa.
Fontes: Instituto de Geociências Aplicadas (IGA – CETEC) Fundação Instituto Brasileiro de Geografia e Estatística – IBGE

### Clima
O clima da cidade é ameno com todas as estações do ano bem definidas, favorecendo assim o turismo durante todo o ano.
- Índice médio pluviométrico anual:  1592,7 mm
- Média anual: 19,6 C
- Média máxima anual: 26,9 C
- Média mínima anual: 14,3 C

## Recursos Hídricos
- Bacia hidrográfica do Rio Grande - Termina no lago de Furnas, cuja nascente é na Serra da Mantiqueira em Bocaina de Minas e percorre 1.300 km até encontrar o rio Paranaíba, formando o rio Paraná.

Principais rios e córregos
- Córrego Pedra Branca
- Ribeirão do Sapé
- Represa de Furnas

Bacias
- «Bacia do Rio Grande»

Água Potável
- Extraída de lençóis subterrâneos

Fontes: Instituto de Geociências Aplicadas - IGA - Fundação Instituto Brasileiro de Geografia e Estatística - IBGE

## Sistema viário
- Principais rodovias que servem de acesso a Belo Horizonte:

BR-381, 
- Principais rodovias que servem ao município:

BR-265, BR-369

## Aeroporto
- Adm. Publica - Pista de argila - Comprimento: 1000m - Lagura: 30m
- «Pista do Aeroporto no WikiMapia»

Fonte: Wikipia.org

## Economia

### Atividades Econômicas
Principais empresas industriais classificadas segundo o número de empregados
Confecção de artigos de vestuário e acessórios:
Fabricação de produtos texteis:
Fonte: Cadastro de Empresas do IBGE - CEMPRE
Obs.: Inclui apenas empresas com 10 ou mais empregados

### Agropecuária
| Principais Produtos Agrícolas 2003 |                   |              |                          |
| \| Produto \| Área colhida (ha) \| Produção (t) \| Rendimento médio (kg/ha) \| \| --------------------------- \| ----------------- \| ------------ \| ------------------------ \| \| Alho \| 5 \| 20 \| 4.000,00 \| \| Arroz em casca sequeiro \| 100 \| 120 \| 1.200,00 \| \| Arroz em casca varzea umida \| 70 \| 119 \| 1.700,00 \| \| Banana (2) \| 2 \| 24 \| 12.000,00 \| \| Cana-de-acucar \| 100 \| 6.000 \| 60.000,00 \| \| Cafe \| 4.350 \| 2.088 \| 480,00 \| \| Feijao (1a.safra) \| 150 \| 108 \| 720,00 \| \| Feijao (2a.safra) \| 170 \| 68 \| 400,00 \| \| Feijao (3a.safra) \| 120 \| 252 \| 2.100,00 \| \| Laranja (1) \| 5 \| 31 \| 6.200,00 \| \| Mandioca \| 4 \| 60 \| 15.000,00 \| \| Milho \| 4.200 \| 21.000 \| 5.000,00 \| \| Tomate (de mesa) \| 35 \| 2.100 \| 60.000,00 \| |                   |              |                          |
| Fonte: Fundação Instituto Brasileiro de Geografia e Estatística (IBGE) (1) Produção em mil frutos e rendimento em frutos/ha (2) Produção em mil cachos e rendimento em cachos/ha |                   |              |                          |
| Produto | Área colhida (ha) | Produção (t) | Rendimento médio (kg/ha) |
| Alho | 5                 | 20           | 4.000,00                 |
| Arroz em casca sequeiro | 100               | 120          | 1.200,00                 |
| Arroz em casca varzea umida | 70                | 119          | 1.700,00                 |
| Banana (2) | 2                 | 24           | 12.000,00                |
| Cana-de-acucar | 100               | 6.000        | 60.000,00                |
| Cafe | 4.350             | 2.088        | 480,00                   |
| Feijao (1a.safra) | 150               | 108          | 720,00                   |
| Feijao (2a.safra) | 170               | 68           | 400,00                   |
| Feijao (3a.safra) | 120               | 252          | 2.100,00                 |
| Laranja (1) | 5                 | 31           | 6.200,00                 |
| Mandioca | 4                 | 60           | 15.000,00                |
| Milho | 4.200             | 21.000       | 5.000,00                 |
| Tomate (de mesa) | 35                | 2.100        | 60.000,00                |

### Pecuária
| ESPECIFICAÇÃO   | No. DE CABEÇAS |
| --------------- | -------------- |
| ASININOS(ASNOS) | 12             |
| BOVINOS         | 3.430          |
| EQUINOS         | 318            |
| GALINACEOS      | 6.120          |
| MUARES(MULAS)   | 28             |
| SUINOS          | 750            |

Fonte: Fundação Instituto Brasileiro de Geografia e Estatística (IBGE)

### Produto Interno Bruto (PIB) a preços correntes
| ANO  | AGROPECUÀRIO | INDUSTRIA | SERVIÇO | TOTAL  |
| ---- | ------------ | --------- | ------- | ------ |
| 1998 | 15.207       | 2.221     | 18.167  | 35.595 |
| 1999 | 10.528       | 2.862     | 16.874  | 30.264 |
| 2000 | 12.554       | 3.179     | 18.930  | 34.663 |
| 2001 | 8.540        | 3.089     | 19.891  | 31.520 |
| 2002 | 10.087       | 3.292     | 20.601  | 33.980 |

| Fontes: | Fundação João Pinheiro (FJP) Centro de Estatística e Informações (CEI) |

## Ecossistema

### Fauna
Abriga diversas espécies de aves conhecidas como:
- Biguatinga, garça, irerê, gavião-carijó, saracura-preta, frango-d'água, saracura-três-potes, saracura-do-brejo, quero-quero, asa-branca, tuim, jandaia, anu-preto, anu-branco, coruja-do-mato, martim-pescador, joão-de-barro, maria-branca, bem-te-vi,  tico-tico, sanhaço-cinzento, tiziu, pássaro-preto-de-brejo, dó-ré-mi.

Mamíferos silvestres como:
- Capirava, veado-mateiro, macaco-prego, cachorro-do-mato, lontra, paca, cutia, morcego frugívoro,  gambá e outros. Sendo que alguns destes podem ter migrado para outras áreas.

### Flora
Floresta do tipo Estacional Semidecidual e Ombrófila Mista. Espécies que ocorrem nesta vegetação:
- Açoita-cavalo, angico, cedro, canela, sassafraz, massaranduba, canjerana, amoreira, jatobá, óleo copaíba, jequitibá, peroba rosa e guatambu. Nas matas ciliares, capixingui, ingá, pinheiro do brejo e ipê do brejo, árvores esparsas e cobertura de arbustos e sub-arbustos apresentando o marolo, barbatimão, espinheira santa, cagáita, ipê do cerrado e pau santo como exemplo.

## Educação
Campo do Meio conta com duas escolas estaduais e sete escolas municipais dos anos iniciais do ensino fundamental e Especiais.
Escolas estaduais
- Padre Chico
- Dr. José Mesquita Netto

Escolas municipais
- Carmem Rocha Peres - Localizada no Bairro São José
- Maria da Conceição Vilela - Localizada no Bairro Vila Nova
- São Tarcísio - Localizada no Centro
- Eliza Rabelo de Mesquita - Localizada no Bairro Santana
- João Silvério Marques - localizada na Comunidade Rural do Amargoso
- José Rodrigues de Oliveira - Localizada no Bairro Santana
- APAE - Localizada no Bairro J.K.

## Saúde
Hospital(is): 1
Leito(s): 26 leito(s)
Ambulância(s): 3
Emergência/ Pronto Atendimento: 1
Postos de Saúde: 1
Programa Saúde da Família: 5
Fonte: SUS - Ministério da Saúde

## Religiosidade
5 Igrejas Católicas
- Igreja de Nª. Sra. Aparecida - Matriz
- Igreja de São Judas Tadeu - Vila Nova
- Igreja do Martir São Sebastião
- Igreja do Rosário
- Igreja de Santa Catarina - Mata Santa Catarina

 8 Capelas 
- Pedra Branca (1)
- Jatobá (1)
- Tapixé-Chaves (1)
- Limeira (1)
- Sta Terezinha(1)
- Amargoso (2)
- Morro Grande (1)